# Vernon Lomax Smith
Vernon Lomax Smith (Wichita, EUA 1927) és un economista i professor universitari estatunidenc guardonat amb el Premi del Banc de Suècia de Ciències Econòmiques en memòria d'Alfred Nobel l'any 2002.

## Biografia
Va néixer l'1 de gener de 1927 a la ciutat de Wichita, població situada a l'estat nord-americà de Kansas. Va estudiar enginyeria electrònica a l'Institut Tecnològic de Califòrnia (Caltech), on es graduà el 1949. Posteriorment cursà estudis de postgrau l'any 1952 a la Universitat de Kansas i el 1955 el doctorat en economia a la Universitat Harvard.
El 1955 inicià la seva activitat docent a la Universitat de Purdue i el 1961 es traslladà a la Universitat Stanford. Posteriorment fou professor l'any 1967 de la Universitat de Brown, el 1968 de Massachusetts, el 1972 del Center for Advanced Study in the Behavioral Sciences, el 1974 del Caltech, i a partir de 1976 de la Universitat d'Arizona, on actualment és professor emèrit.

## Recerca econòmica
Afectat de la síndrome d'Asperger, aquesta malaltia no l'hi ha impedit ser un especialista de l'economia experimental, les finances i la teoria del capital en els mercats.
L'any 2002 fou guardonat amb el Premi del Banc de Suècia de Ciències Econòmiques, juntament amb Daniel Kahneman, per establir l'experimentació com una eina d'anàlisi econòmica empírica, especialment en l'estudi dels mecanismes dels mercat alternatius " 